# Ashta Nayika

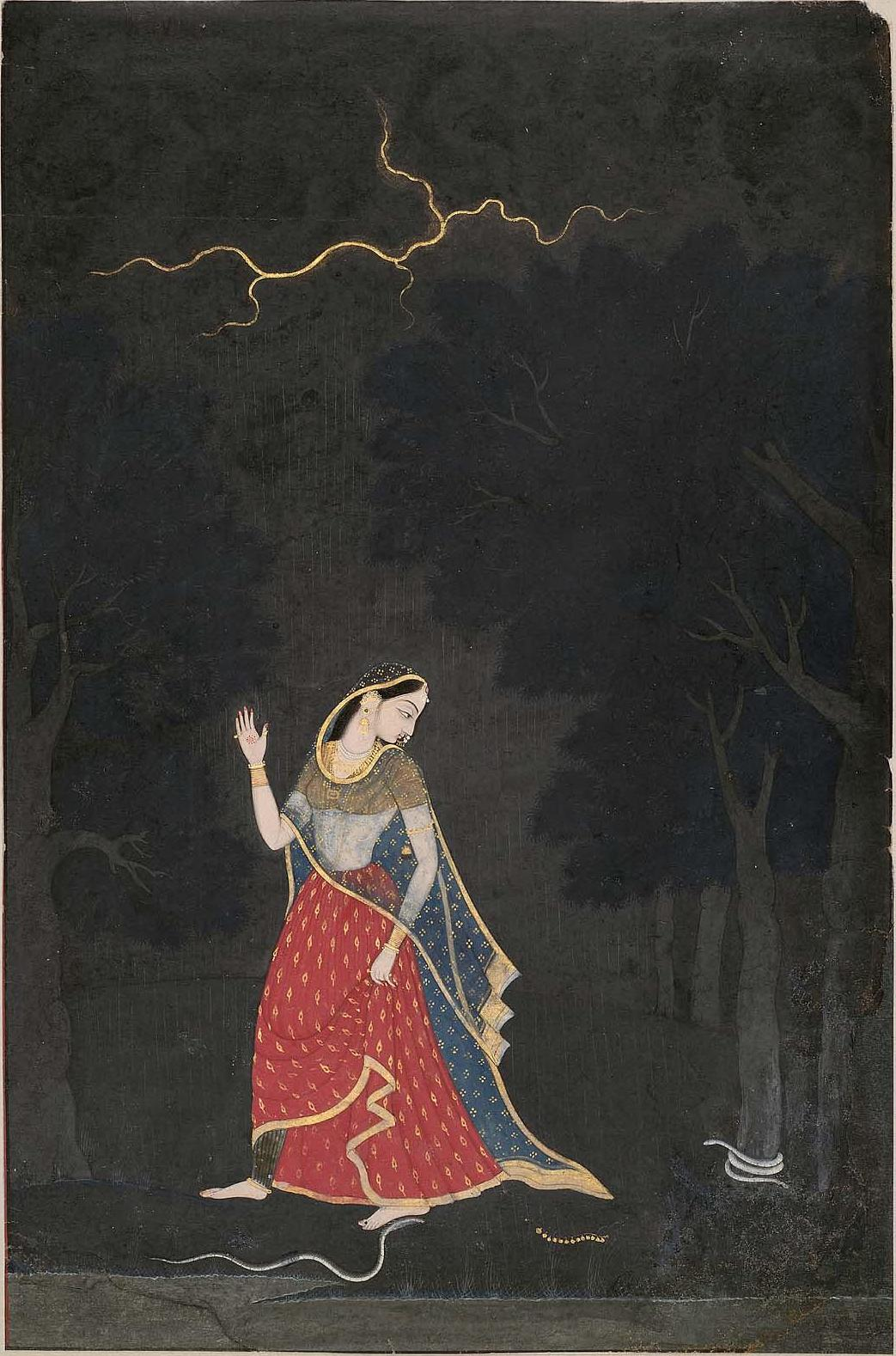
Un tableau de Mola Ram : Abhisarika nayika, "l'héroïne allant à la rencontre de son amant". Elle se retourne pour regarder un bracelet de cheville doré qui vient de tomber. Il y a des serpents sur le sol et des éclairs menacent le ciel.

 (novembre 2023).
La mise en forme du texte ne suit pas les recommandations de Wikipédia : il faut le « wikifier ».
Les points d'amélioration suivants sont les cas les plus fréquents. Le détail des points à revoir est peut-être précisé sur la page de discussion.
- Les titres sont pré-formatés par le logiciel. Ils ne sont ni en capitales, ni en gras.
- Le texte ne doit pas être écrit en capitales (les noms de famille non plus), ni en gras, ni en italique, ni en « petit »…
- Le gras n'est utilisé que pour surligner le titre de l'article dans l'introduction, une seule fois.
- L'italique est rarement utilisé : mots en langue étrangère, titres d'œuvres, noms de bateaux, etc.
- Les citations ne sont pas en italique mais en corps de texte normal. Elles sont entourées par des guillemets français : « et ».
- Les listes à puces sont à éviter, des paragraphes rédigés étant largement préférés. Les tableaux sont à réserver à la présentation de données structurées (résultats, etc.).
- Les appels de note de bas de page (petits chiffres en exposant, introduits par l'outil «  Source ») sont à placer entre la fin de phrase et le point final[comme ça].
- Les liens internes (vers d'autres articles de Wikipédia) sont à choisir avec parcimonie. Créez des liens vers des articles approfondissant le sujet. Les termes génériques sans rapport avec le sujet sont à éviter, ainsi que les répétitions de liens vers un même terme.
- Les liens externes sont à placer uniquement dans une section « Liens externes », à la fin de l'article. Ces liens sont à choisir avec parcimonie suivant les règles définies. Si un lien sert de source à l'article, son insertion dans le texte est à faire par les notes de bas de page.
- La présentation des références doit suivre les conventions bibliographiques. Il est recommandé d'utiliser les modèles {{Ouvrage}}, {{Chapitre}}, {{Article}}, {{Lien web}} et/ou {{Bibliographie}}. Le mode d'édition visuel peut mettre en forme automatiquement les références.
- Insérer une infobox (cadre d'informations à droite) n'est pas obligatoire pour parachever la mise en page.

Pour une aide détaillée, merci de consulter Aide:Wikification.
Si vous pensez que ces points ont été résolus, vous pouvez retirer ce bandeau et améliorer la mise en forme d'un autre article.
L'Ashta Nayika est un terme désignant huit types de nayika ou héroïnes classés par Bharata dans son traité sanskrit sur les arts du spectacle, le Nâtya-shâstra. Les huit nayikas représentent huit états différents (avastha) de l'héroïne dans sa relation avec son héros ou nayaka. En tant qu'archétypes de l'héroïne romantique, ils sont utilisés comme thème dans les différents arts indiens, c'est-à-dire, la peinture, la littérature, la sculpture, et la danse et la musique classiques.

## Les nayikas
Selon l'Ashta Nayika, il y a huit nayikas.
| # | Nom                      | Nom sanskrit | Signification                          |
| - | ------------------------ | ------------ | -------------------------------------- |
| 1 | Vasakasajja Nayika       | वासकसज्जा नायिका   | Se préparant à l'union avec son amant  |
| 2 | Virahotkanthita Nayika   | विरहोत्कंठिता नायिका  | Affligée par la séparation             |
| 3 | Svadhinabhartruka Nayika | स्वाधीनभर्तृका नायिका | Tenant son amant en soumission         |
| 4 | Kalahantarita Nayika     | कलहांतरिता नायिका   | Séparée par une dispute                |
| 5 | Khandita Nayika          | खंडिता नायिका      | En colère contre son amant             |
| 6 | Vipralabdha Nayika       | विप्रलब्धा नायिका   | Trompée par son amant                  |
| 7 | Proshitabhartruka Nayika | प्रोषितभर्तृका नायिका | Se lamentant de l'absence de son amant |
| 8 | Abhisarika Nayika        | अभिसारिका नायिका    | Allant à la rencontre de son amant     |

## Histoire et représentations culturelles

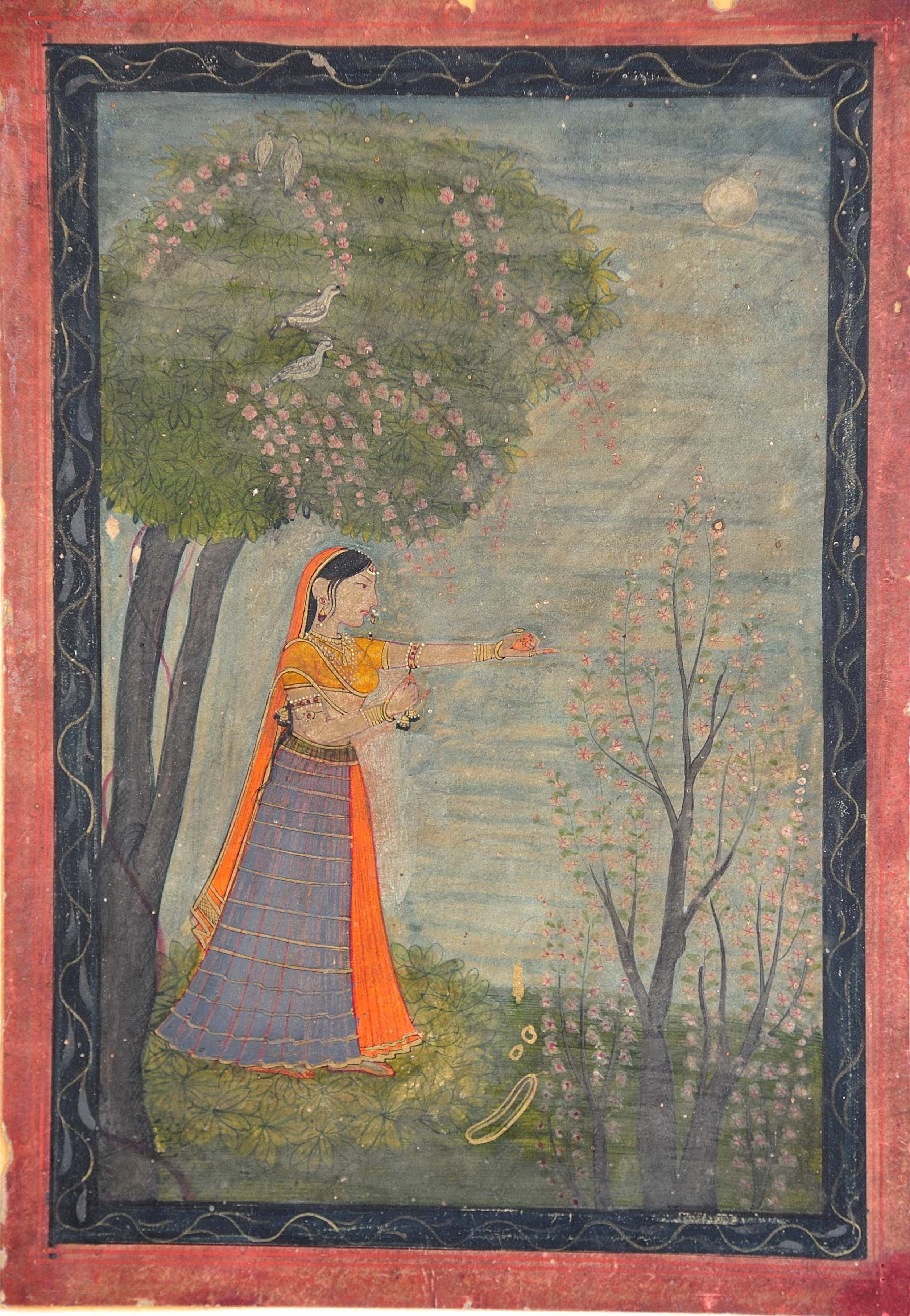
Vipralabdha jetant ses bijoux. Chamba, XVIIIe siècle. Musée Salar-Jung.

La classification des Ashta-Nayika (nayika-bheda) apparaît pour la première fois dans le Nâtya-shâstra (24.210-11), un traité sanskrit clé sur les arts du spectacle indiens, rédigé par Bharata (daté entre le IIe siècle av. J.-C. et le IIe siècle après J.-C.),. La classification est détaillée dans des ouvrages ultérieurs comme le Dasarupaka (Xe siècle), le Sahityadarpana (XIVe siècle) et divers autres traités de poétique ainsi que des textes érotiques du Kâmashâstra comme du Kuttaanimata (VIIIe – IXe siècles) traitant de courtisanes, Panchasayaka, Ananganga et Smaradipika. Le Rasikapriya de Keshavadasa (XVIe siècle) en hindi développe également l'Ashta-Nayika.
Les différentes figures de l'Ashta-Nayika ont été illustrées dans la peinture, la littérature, la sculpture indienne ainsi que dans la danse classique indienne, comme le Kathak,,. Les peintures médiévales les plus remarquables qui représentent l'Ashta-Nayika sont les peintures Ragamala, ainsi que celles de l'école de peinture de Bundi.
Des exemples célèbre de la présence de l'Ashta-Nayika dans la littérature indienne sont le Gita-Govinda de Jayadeva (XIIe siècle) ainsi que les compositions du poète Vaishnava Banamali, où Radha endosse les rôles des différentes nayikas, le dieu Krishna étant son nayaka.
L'Ashta-Nayika est un thème central de la broderie Pahari utilisée pour décorer le Chamba Rumal (mouchoir brodé), spécialement réalisé à Chamba, Himachal Pradesh. Les figures de l'Ashta Nayika sont représentées sur le mouchoir.
Dans la musique classique indienne (hindoustani), l'amour éternel entre Radha et Krishna est représenté à travers la conscience de Radha comme le leitmotiv des textes chantés. En particulier, le genre semi-classique du Thumri s'inspire de la myriade d'humeurs de Radha, représentées par les nayikas, consumée par un amour passionné pour Krishna.

## La classification
Le Natya Shastra décrit les nayikas dans l'ordre suivant : Vasakasajja, Virahotkanthita, Svadhinabhartruka, Kalahantarita, Khandita, Vipralabdha, Proshitabhartruka et Abhisarika. Les nayikas sont divisées en deux sortes de shringara rasa, le rasa lié à l'amour : Sambhoga (l'amour dans la rencontre) et Vipralambha (l'amour dans la séparation). Vasakasajja, Svadhinabhartruka et Abhisarika sont associés au Sambhoga ; les autres au Vipralambha.
Dans le Shringara Prakasha, Bhoja associe les différents nayakas et nayikas à des ragas musicaux et des raginis (un raga féminin). Le Ragavibodha de Somanatha (1609) et le Sangitadarpana de Damodara (vers 1625) développe ces associations.

### Vasakasajja
La Vasakasajja (« celle habillée pour l'union ») ou Vasakasajjika attend son amant revenant d'un long voyage. Elle est représentée dans sa chambre remplie de feuilles de lotus et de guirlandes. Elle s'habille pour l'union avec son amant et "avide d'attente du plaisir de l'amour". Kesavadasa compare sa beauté à Rati, la déesse hindoue de l'amour, attendant son mari, le dieu de l'amour Kamadeva. Une sculpture d'une Vasakasajja se trouve dans le temple de Lakshmana à Khajuraho et au Musée national de Delhi.
Le Ragavibodha associe les raginis Bhupali et Todi à la Vasakasajja.

### Virahotkanthita
La Virahotkanthita (« celle qui est affligée par la séparation ») ou Utka (comme décrit par Keshavadasa) est l'héroïne en détresse qui se languit de son amant, qui, en raison de sa préoccupation, ne parvient pas à rentrer chez elle. Elle est représentée l'attendant, assise ou debout sur un lit ou dehors à l'entrée de la maison.

Le Ragavibodha associe les raginis Mukhari, Pauravi et Turushkatodi avec la Virahotkanthita, tandis que le Sangitadarpana nomme Patamanjari dans cette catégorie.

### Svadhinabhartruka
La Svadhinabhartruka (« celle qui soumet son amant ») ou Svadhinapatika (comme nommé par Keshavadasa) est la femme qui est aimée par son mari et qui le contrôle. Il est subjugué par son amour intense et ses qualités agréables. Il lui est dévoué et fidèle, Dans les peintures, cette nayika est représentée avec un nayaka, qui applique de l'alta (pâte rouge) sur ses pieds ou un tilak (poudre rouge) sur son front. Dans le Gita Govinda de Jayadeva, dans le chant Kuru Yadunandana, Radha est représentée comme une Svadhinabhartruka. Dans ce dernier, Radha ordonne à son amant, le dieu Krishna, de réarranger son maquillage qui est en désordre.
De nombreux raginis comme Malashri, Travanika, Ramakriti, Jaitashri et Purvi sont associés à la Svadhinabhartruka.

### Kalahantarita
La Kalahantarita (« celle séparée par une querelle ») ou Abhisandhita (comme nommé par Keshavadasa) est une héroïne séparée de son amant en raison d'une dispute ou de la jalousie ou de sa propre arrogance. Son amant est généralement représenté quittant son appartement dépité, alors qu'elle a le cœur brisé et se repent,. Dans d'autres représentations, elle est représentée refusant les avances de son amant ou lui refusant une coupe de vin. Dans le Gita Govinda, Radha est également représentée comme une Kalahantarita à un moment du poème.

### Khandita

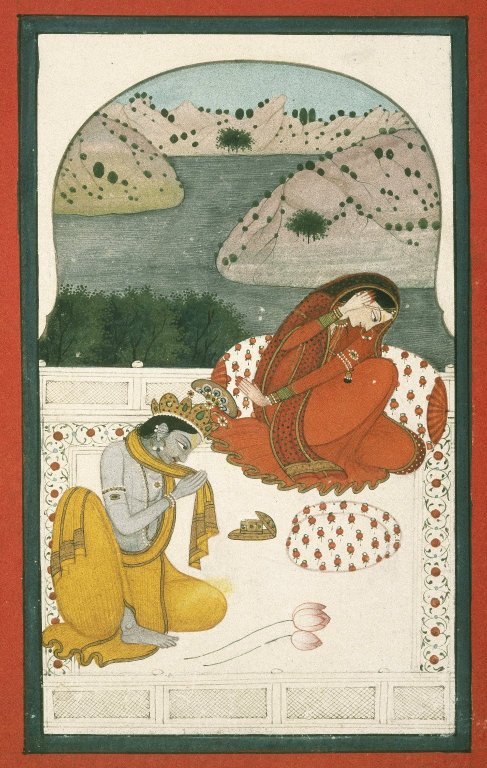
Khandita réprimandant son amant.

La Khandita (« en colère contre son amant »)est une héroïne enragée, dont l'amant lui avait promis de passer la nuit avec elle, mais qui vient chez elle le lendemain matin après avoir passé la nuit avec une autre femme. Elle est représentée offensée, réprimandant son amant pour son infidélité,.
Dans le Sangitadarpana, le ragini Varati représente la Khandita Nayika.

### Vipralabdha
La Vipralabdha (« celle qui est trompée par son amant »), est une héroïne trompée, qui a attendu son amant toute la nuit. Elle est représentée en train de jeter ses bijoux car son amant n'a pas tenu sa promesse. Cela se produit lorsqu'un amant rencontre une Khandita et lui promet un rendez-vous amoureux et ne respecte pas sa promesse.
Le Sangitadarpana associe la Vipralabdha au ragini Bhupali. En outre, le Ragavibodha présente les raginis Varati et Velavati comme étant associés à la Vipralabdha.

### Proshitabhartruka

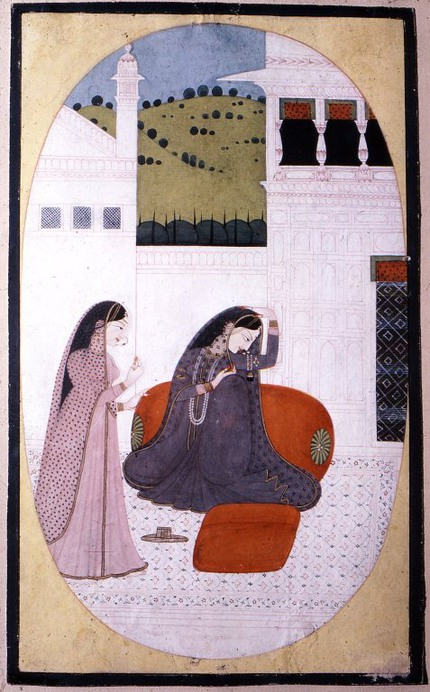
Proshita-patika se languissant.

La Proshitabhartruka (« celle dont l'amant est absent ») ou Proshitapatika (comme nommé par Keshavadasa) est la femme dont le mari s'est éloigné d'elle pour certaines affaires et ne revient pas au jour fixé. Elle est représentée assise se lamentant, entourée de ses servantes, mais refusant de se laisser consoler.
Le Ragavibodha décrit les raginis Dhanashri et Kamodi comme associés à la Proshitabhartruka.

### Abhisarika
L'Abhisarika (« celle qui va retrouver son amant ») est une héroïne qui met de côté sa pudeur et quitte sa maison pour rencontrer secrètement son amant. Elle est représentée à la porte de sa maison et en chemin vers le rendez-vous galant, bravant toutes sortes de difficultés comme la tempête, les serpents et les dangers de la forêt,. Dans l'art, l'Abhisarika est souvent représentée impatiente d'atteindre sa destination.
Les raginis Bahuli et Saurashtri sont décrits comme ayant les traits de l'audacieuse Abhisarika.

## Dans la culture populaire

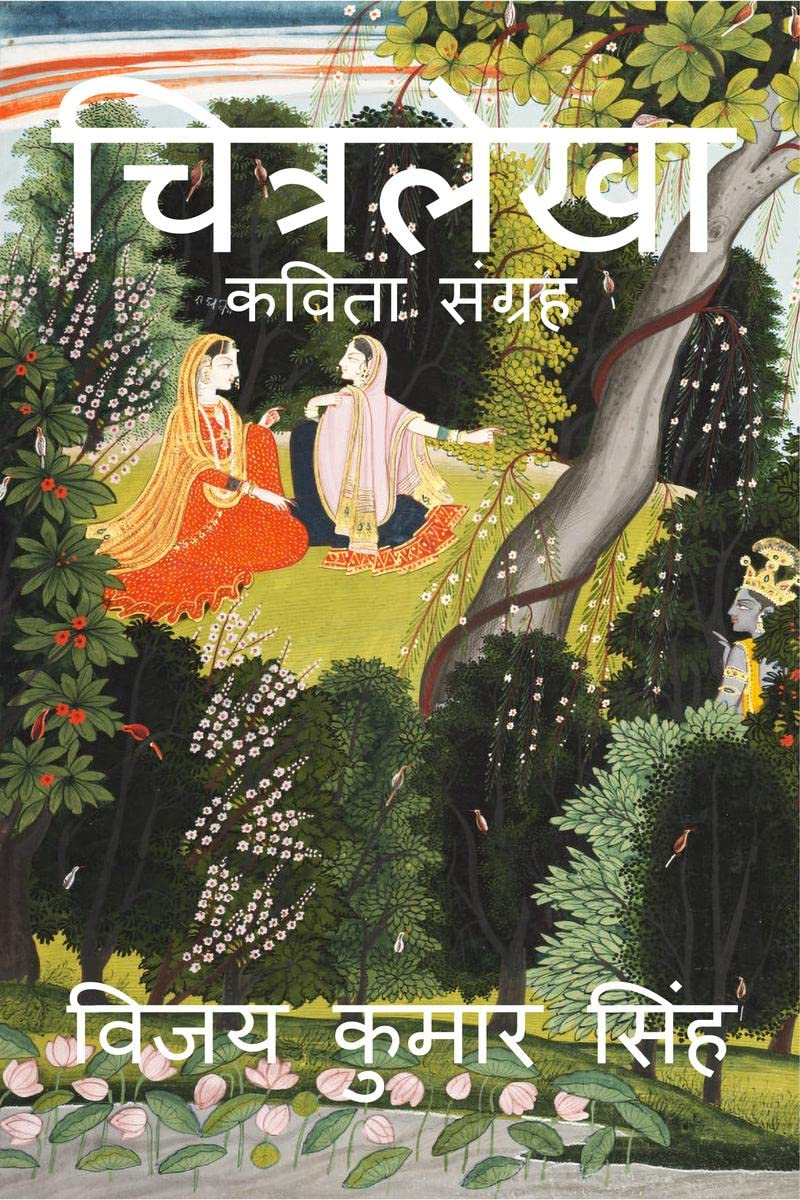
Couverture du livre "Chitralekha" écrit par Vijay Kumar Singh

Les Ashta-Nayika ont joué un rôle important dans les œuvres d'art, la littérature et la poésie contemporaines en Inde.

### Poésie
- Le recueil de poésie hindi 2022 « Chitralekha » de Vijay Kumar Singh contient une section entière de huit poèmes dédiés à l'Ashta-Nayika. Ces huit poèmes ont chacun des Ashta-Nayikas différentes comme protagonistes et les poèmes portent le nom des différents Ashta-Nayikas dont ils parlent.